# Microsynodontis hirsuta
Microsynodontis hirsuta är en fiskart som beskrevs av Ng 2004. Microsynodontis hirsuta ingår i släktet Microsynodontis och familjen Mochokidae. IUCN kategoriserar arten globalt som otillräckligt studerad. Inga underarter finns listade i Catalogue of Life.